# Frede Hansen
Frede Hansen (Borbjerg, Holstebro, Midtjylland, 5 d'abril de 1897 – Tønder, Syddanmark, 31 de juliol de 1979) va ser un gimnasta artístic danès que va competir a començaments del segle xx.
El 1920 va prendre part en els Jocs Olímpics d'Anvers, on va guanyar la medalla de plata en el concurs per equips, sistema suec del programa de gimnàstica.